# San Nicolás, Argentina
San Nicolás är en ort i Argentina.   Den ligger i provinsen La Rioja, i den nordvästra delen av landet, 1 100 km nordväst om huvudstaden Buenos Aires. San Nicolás ligger 1 013 meter över havet och antalet invånare är 153.
Terrängen runt San Nicolás är varierad. Runt San Nicolás är det glesbefolkat, med 9 invånare per kvadratkilometer.. Närmaste större samhälle är Los Sarmientos, 3,1 km söder om San Nicolás.
Omgivningarna runt San Nicolás är i huvudsak ett öppet busklandskap.